# 2007-es pakisztáni elnökválasztás
A 2007-es pakisztáni elnökválasztást 2007. október 6-án tartották.

## A jelöltek
- Pervez Musarraf, jelenlegi elnök
- Wajihuddin Ahmed, bíró
- Makhdoom Amin Fahim, Pakisztáni Néppárt
- Muhammad Mian Soomro, a szenátus elnöke
- Faryal Talpur

## Előzetes eredmény
A választásukat leadók között végzett gyorsfelmérés, az ún. exit poll adatai szerint a választást Pervez Musharraf eddigi elnök nyerte meg, 54-55%-os eredménnyel. A hivatalos eredmény megerősítette az exit-poll eredményét, és azt a pakisztáni Legfelsőbb Bíróság is igazolta.

## Kritikák
Több ellenzéki politikus és a mértékadó nemzetközi média képviselői is vitatják ugyanakkor, hogy Musharrafnak egyáltalán volt-e joga indulni a választásokon.

## irodalom
- (angolul) Schoresch Davoodi & Adama Sow: The Political Crisis of Pakistan in 2007 - EPU Research Papers: Issue 08/07, Stadtschlaining 2007